# Требеништа (некрополь)

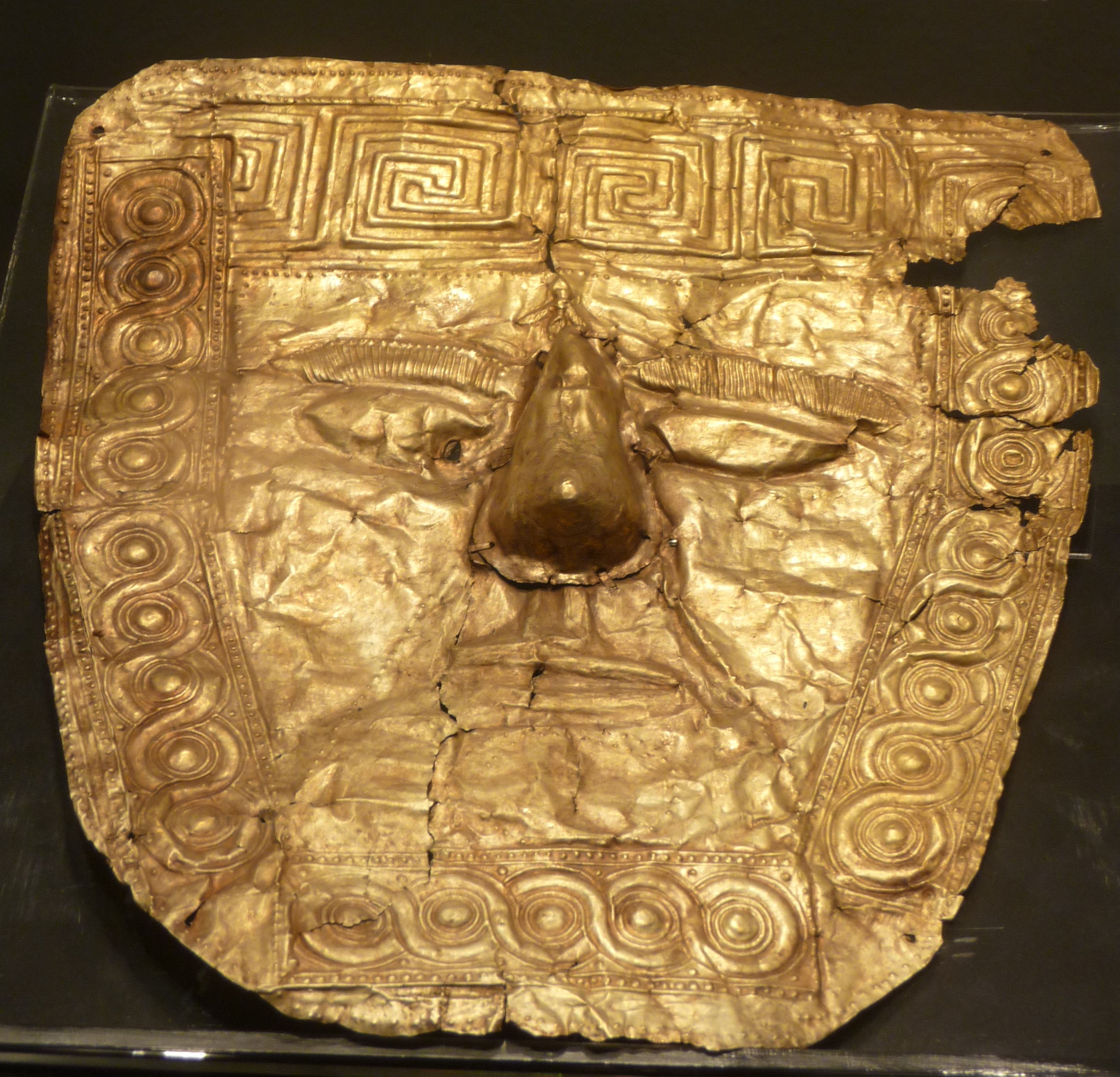
Золотая погребальная маска, найденная в Требениште, VI век до н.э.

Требеништа (в некоторых русскоязычных публикациях используется сербское название Требениште) — некрополь пересадиев — племени фракийского или иллирийского происхождения. Датируется железным веком (7-4 вв. до н.э). Расположен в 1,5 км к югу от села Требеништа и в 9,5 км к северо-западу от г. Охрид в Республике Македонии.
Некрополь обнаружил в 1918 г. болгарский археолог Богдан Филов. С того времени в Требениште было найдено большое количество захоронений, четыре золотых маски, несколько железных серёг и пластин. Находки хранятся в археологических музеях в гг. Охрид, София и Белград.
Золотая маска из Требеништского некрополя изображена на реверсе македонской банкноты в 500 денаров выпуска 1996 и 2003 годов.